# ناروا أجيري

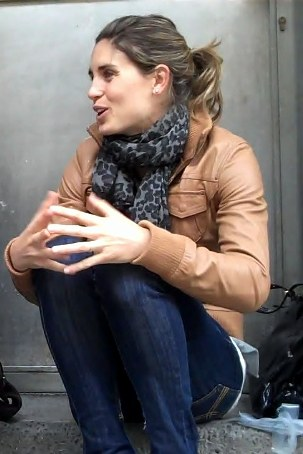

وٌلدت ناروا في الخامس عشرة من شهر أيار عام 1979 في مدينة سان سيباستيان، اشتهرت برياضة قفز بالزانةالإسبانية. حققت أعلى قفزة بارتفاع 4,05 متر في شهر أيار من عام2006 في مدينة Saulheim، حققت قزة بطول 4,65 متر في المسار الداخلي منذ عام 2007 في مدينة إشبيلية. هي حاملة للرقم القياسي الوطني لهذه الرياضة. و قد فازت أجيري باللقب الوطني الخامس في قبو القطب في برشلونة عام 2009. وهي تعمل أيضًا كممثلة، وتظهر في البرنامج التلفزيوني المسمى ب Goenkale في لغة بشكنشية .

## وصلات خارجية
- ناروا أجيري على موقع IMDb (الإنجليزية)
- ناروا أجيري على موقع الاتحاد الدولي لألعاب القوى (الإنجليزية)
- ناروا أجيري على موقع الدوري الماسي (الإنجليزية)
- ناروا أجيري على موقع اللجنة الأولمبية الدولية (الإنجليزية)
- ناروا أجيري على موقع أوليمبيديا (الإنجليزية)
- ناروا أجيري في الدوري الماسي

بروفايل ناروا أجيري
ناروا أجيري في برنامج Goenkale